# Hofbibliothek Aschaffenburg

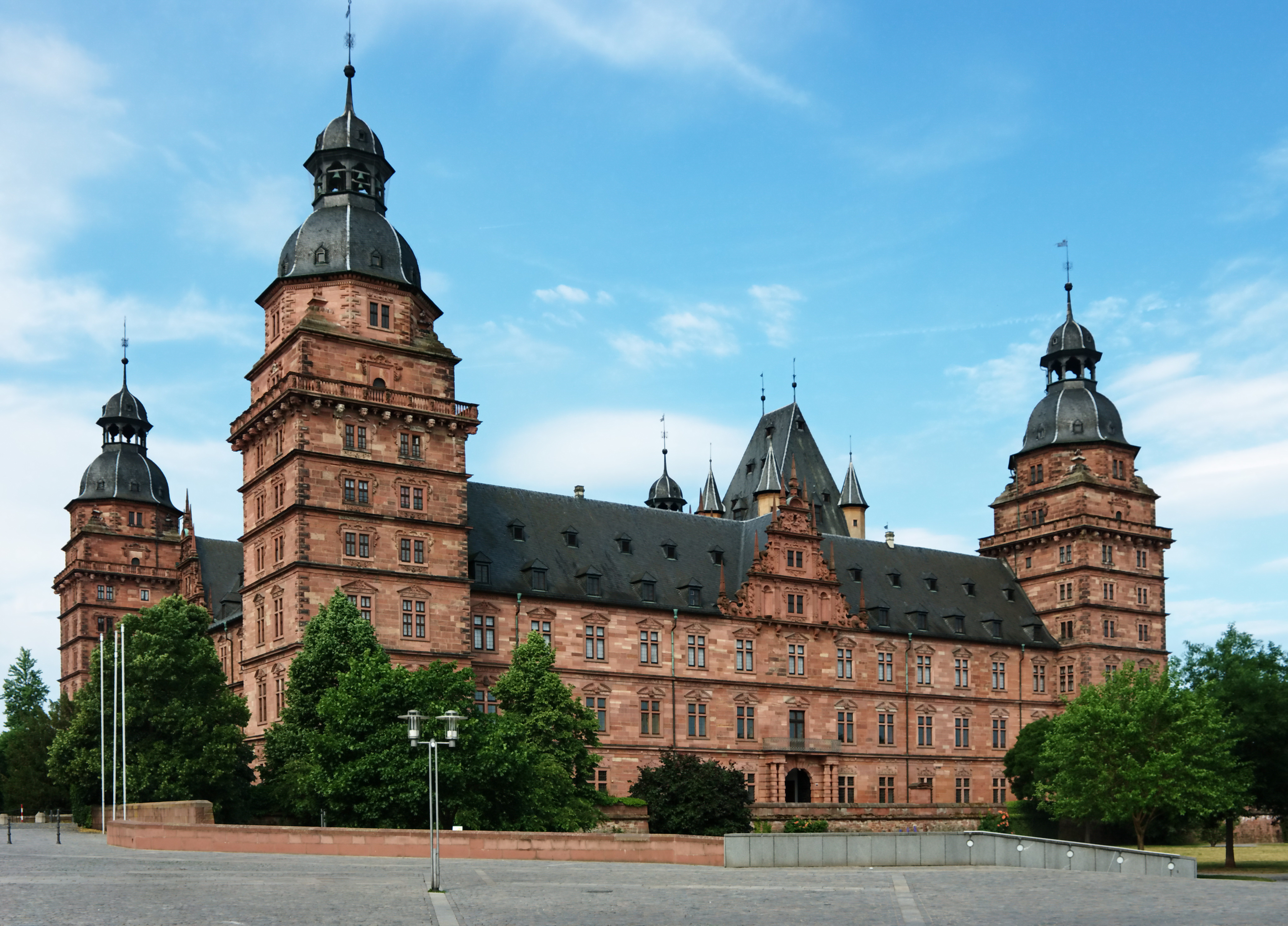
Zamek Johannisburg

Hofbibliothek Aschaffenburg, „HBA” – publiczna biblioteka o charakterze naukowym, znajdująca się na zamku Johannisburg w Aschaffenburgu. Pełni ona również rolę biblioteki regionalnej dla obszaru Dolnego Menu obejmującego miasto Aschaffenburg oraz powiaty Aschaffenburg i Miltenberg.

## Historia
Zalążek zbiorów biblioteki stanowiła kolekcja książek arcybiskupów-elektorów Moguncji. Albrecht von Brandenburg przekazał swój księgozbiór, w tym cenne rękopisy, mogunckiej bibliotece katedralnej, która w 1803 roku została częściowo przeniesiona do Aschaffenburga. Jeszcze przed tym wydarzeniem elektor Friedrich Karl Joseph von Erthal w 1794 roku przeniósł także tutaj własną kolekcję woluminów. W 1802 roku arcybiskup-elektor Karl Theodor von Dalberg utworzył pierwszą bibliotekę. W latach 1803–1810 stanowiła ona własność stworzonego przez niego Księstwa Aschaffenburga, a następnie do 1814 roku Wielkiego Księstwa Frankfurtu. Potem aschaffenburska biblioteka przeszła w posiadanie Państwa Bawarskiego i od tego momentu nazywana jest „książęcą”. Zbiory biblioteczne zasiliły w niedługim czasie księgozbiory przekazane na rzecz placówki przez kolegia jezuickie w Aschaffenburgu i Ravensburgu.
Znaczącymi częściami składowymi zbioru pod względem wartości historycznej są: 58 rękopisy, 162 inkunabuły (w tym Biblia Gutenberga oraz „mogunckie kartusze”), jak i 30 000 woluminów sprzed 1900 roku. Biblioteka posiada także około 56 000 książek wydanych po 1900 roku.

## Moguncki Ewangeliarz „Codex aureus”

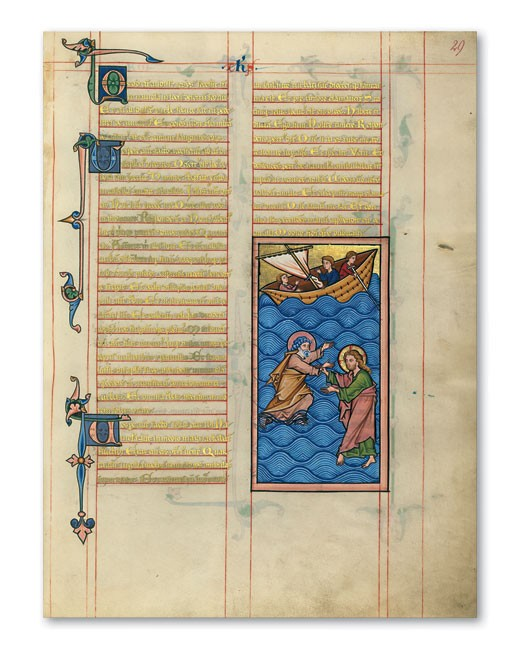
Jedna z kart ewangeliarza

Jedno z najbardziej znaczących dzieł niemieckiego malarstwa XIII wieku powstało w czasie kulturalnego i gospodarczego rozkwitu arcybiskupstwa w Moguncji. Jest nim „moguncki ewangeliarz” z około 1250 roku. Zleceniodawca tego bezcennego dzieła jest nieznany, chociaż kosztowne ozdoby oraz niecodzienne wykonanie sugerują, iż jego fundatorami mogli być potężni arcybiskupi Moguncji. Przez stulecia ewangeliarz przechowywany był w Mogunckim skarbcu, następnie został przeniesiony w 1803 roku do Hofbibliothek Aschaffenburg. Wśród znanych pracowników instytucji opiekujących się tutejszym księgozbiorem był znany pisarz Wilhelm Heinse.

## Stiftsbibliothek Aschaffenburg
Od 1962 roku Stiftsbibliothek Aschaffenburg (Biblioteka Kolegialna) zarządzana przez Stiftungsamt Aschaffenburg jest obok Hofbibliothek ważnym punktem wypożyczania udostępniania książek. Jej zbiór biblioteczny składa się z około 25 000 tytułów i 586 inkunabułów w 382 tomach.

## Bibliotekarze
Po założycielu biblioteki – Friedrichu Karolu Josephie von Ertalu na stanowisku bibliotekarza zatrudnieni byli: Wilhelm Heinse (1787-1803), Niklas Vogt (?1803-1807?), Michael Engel (1807-1813), Karl Joseph Hieronymus Windischmann (1814-1818) i Joseph Merkel (1810-1866).

## Archiwum Hugona Dinglera
Pomieszczenia Biblioteki Dworskiej mieszczą także Archiwum Hugo Dinglera, które chroni dziedzictwo filozofa Hugona Dinglera (1881-1954) i członków jego rodziny.